# União Pioneira de Integração Social 2022-2023
Questa voce raccoglie le informazioni riguardanti l'União Pioneira de Integração Social nella stagione 2022-2023.

## Stagione
L'União Pioneira de Integração Social utilizza la denominazione sponsorizzata Brasília Vôlei nella stagione 2022-23.
Partecipa alla Superliga Série A per la seconda volta, retrocedendo dopo essersi classificato all'undicesimo posto in regular season.
In ambito locale è di scena al Campionato Mineiro, dove si classifica al quinto posto, mancando l'accesso alle semifinali.

## Organigramma societario
Area direttiva
- Presidente: José Assenço
- Team manager: Flávio Thiessen

Area tecnica
- Allenatore: Marcelo Thiessen
- Assistente allenatore: Kaic de Souza

## Rosa
| N° | Nome                  | Ruolo | Data di nascita  | Nazionalità sportiva |
| -- | --------------------- | ----- | ---------------- | -------------------- |
| 1  | Diego Silva           | C     | 21 marzo 1994    | Brasile              |
| 2  | Matheus Martins       | L     | 27 ottobre 1997  | Brasile              |
| 3  | Jerson Júnior         | S     | 19 novembre 1993 | Brasile              |
| 4  | Thiago da Anunciação  | L     | 8 marzo 1994     | Brasile              |
| 5  | Geovane Kuhnen        | C     | 10 ottobre 2000  | Brasile              |
| 6  | Luan Fonseca          | P     | 9 febbraio 2000  | Brasile              |
| 7  | Victor Alcântara      | C     | 21 marzo 1998    | Brasile              |
| 8  | Renato Adornelas      | O     | 18 novembre 1980 | Brasile              |
| 9  | Robson Wan Der Maas   | S     | 14 ottobre 1995  | Brasile              |
| 10 | Marcos Cerqueira      | C     | 11 aprile 2000   | Brasile              |
| 11 | David Figueiredo      | C     | 18 luglio 1998   | Brasile              |
| 12 | João Victor Cassimiro | P     | 11 febbraio 1999 | Brasile              |
| 14 | Adrián Goide          | P     | 26 giugno 1998   | Cuba                 |
| 16 | Rafael de Bairros     | S     | 16 febbraio 1996 | Brasile              |
| 17 | Jeffrey Flores        | S     | 18 luglio 1999   | Cuba                 |
| 19 | Luan Mota             | O     | 20 dicembre 1995 | Brasile              |
| 20 | Marcos Cavallari      | P     | 4 aprile 1982    | Brasile              |

## Statistiche

### Statistiche di squadra
| Competizione      | Punti | In casa | In casa | In casa | In trasferta | In trasferta | In trasferta | Totale | Totale | Totale |
| Competizione      | Punti | G       | V       | P       | G            | V            | P            | G      | V      | P      |
| ----------------- | ----- | ------- | ------- | ------- | ------------ | ------------ | ------------ | ------ | ------ | ------ |
| Superliga Série A | 9     | 11      | 1       | 10      | 11           | 2            | 9            | 22     | 3      | 19     |
| Totale            | -     | 11      | 1       | 10      | 11           | 2            | 9            | 22     | 3      | 19     |

### Statistiche dei giocatori
| Giocatore        | Superliga Série A | Superliga Série A | Superliga Série A | Superliga Série A | Superliga Série A | Totale | Totale | Totale | Totale | Totale |
| Giocatore        | P                 | PT                | AV                | MV                | BV                | P      | PT     | AV     | MV     | BV     |
| ---------------- | ----------------- | ----------------- | ----------------- | ----------------- | ----------------- | ------ | ------ | ------ | ------ | ------ |
| R. Adornelas     | 16                | 86                | 77                | 7                 | 2                 | 16     | 86     | 77     | 7      | 2      |
| V. Alcântara     | 14                | 85                | 72                | 11                | 2                 | 14     | 85     | 72     | 11     | 2      |
| J.V. Cassimiro   | 1                 | 0                 | 0                 | 0                 | 0                 | 1      | 0      | 0      | 0      | 0      |
| M. Cavallari     | 1                 | 0                 | 0                 | 0                 | 0                 | 1      | 0      | 0      | 0      | 0      |
| M. Cerqueira     | 16                | 75                | 57                | 14                | 4                 | 16     | 75     | 57     | 14     | 4      |
| T. da Anunciação | 17                | 1                 | 0                 | 0                 | 1                 | 17     | 1      | 0      | 0      | 1      |
| R. de Bairros    | 20                | 155               | 141               | 4                 | 10                | 20     | 155    | 141    | 4      | 10     |
| D. Figueiredo    | 5                 | 14                | 9                 | 4                 | 1                 | 5      | 14     | 9      | 4      | 1      |
| J. Flores        | 10                | 110               | 90                | 11                | 9                 | 10     | 110    | 90     | 11     | 9      |
| L. Fonseca       | 21                | 8                 | 1                 | 3                 | 4                 | 21     | 8      | 1      | 3      | 4      |
| A. Goide         | 21                | 42                | 21                | 18                | 3                 | 21     | 42     | 21     | 18     | 3      |
| J. Júnior        | 6                 | 2                 | 1                 | 0                 | 1                 | 6      | 2      | 1      | 0      | 1      |
| G. Kuhnen        | 13                | 96                | 55                | 32                | 9                 | 13     | 96     | 55     | 32     | 9      |
| M. Martins       | 19                | 0                 | 0                 | 0                 | 0                 | 19     | 0      | 0      | 0      | 0      |
| L. Mota          | 20                | 75                | 67                | 7                 | 1                 | 20     | 75     | 67     | 7      | 1      |
| D. Silva         | 18                | 137               | 92                | 36                | 10                | 18     | 137    | 92     | 36     | 10     |
| R. Wan Der Maas  | 22                | 252               | 218               | 14                | 20                | 22     | 252    | 218    | 14     | 20     |

P = presenze; PT = punti totali; AV = attacchi vincenti; MV = muri vincenti; BV = battute vincenti